# تيو فان دوسبورخ
تيو فان دوسبورخ (بالهولندية: Theo van Doesburg)‏ (تنطق بالهولندية: [ˈte:jo: vɑn ˈdusbʏrx], 30 August 1883 – 7 March 1931) كان فناناً هولندياً، الذي مارس الرسم، والكتابة، والشعر والعمارة. ومن المعروف أنه مؤسس وزعيم مدرسة دي ستايل.

## روابط خارجية
- تيو فان دوسبورخ على موقع الموسوعة البريطانية (الإنجليزية)
- تيو فان دوسبورخ على موقع ميوزك برينز (الإنجليزية)
- تيو فان دوسبورخ على موقع ديسكوغز (الإنجليزية)